# Vers les lueurs
Albums de Dominique A
La Matière
(2009) Éléor
(2015)
Vers les lueurs est le neuvième album studio de Dominique A paru le 26 mars 2012 sur le label Cinq7 de Wagram Music.

## Historique de l'album
Comme souvent, Dominique A écrit cet album en opposition au précédent. Son précédent album, La Musique, avait été enregistré sur un studio portatif dans sa cuisine et était assez électronique. Vers les lueurs est travaillé avec une formation rock, celle qui l'accompagnait sur la tournée précédente, à laquelle s'ajoute un quintet à vent, très présent sur la plupart des titres, mené par le clarinettiste Michel Aumont. L'album est enregistré du 3 au 8 janvier 2012 au Jet Studio de Bruxelles en Belgique sous la supervision de Dominique Brusson et de Géraldine Capart puis mixé par le premier du 3 au 17 février 2012 et masterisé par la seconde la semaine suivante.
La publication de cet album, associée à celle des rééditions de ses albums des années 1990-2000, permet à Dominique A de remporter le 8 février 2013 la Victoire de la musique de l'« Artiste masculin de l'année », ce qu'il considère être un changement de regard sur sa personne et son travail.

## Liste des titres de l'album
Toutes les chansons sont écrites et composées par Dominique A, sauf mention
| 1.          | Contre un arbre            | 4 min 08 s |
| 2.          | Rendez-nous la lumière     | 3 min 09 s |
| 3.          | Ostinato                   | 4 min 27 s |
| 4.          | Parce que tu étais là      | 3 min 52 s |
| 5.          | Parfois j'entends des cris | 4 min 05 s |
| 6.          | Close West                 | 3 min 32 s |
| 7.          | Loin du soleil             | 4 min 21 s |
| 8.          | Quelques lumières          | 3 min 21 s |
| 9.          | Vers le bleu               | 4 min 41 s |
| 10.         | La Possession              | 4 min 18 s |
| 11.         | Ce geste absent            | 3 min 49 s |
| 12.         | Le Convoi                  | 9 min 37 s |
| 13.         | Par les lueurs             | 5 min 29 s |
| 14.         | Mainstream (bonus)         | 3 min 49 s |
| 61 min 54 s |                            |            |

En octobre 2012, paraît une seconde édition avec des titres complémentaires enregistrés du 26 au 28 juin 2012 par la même équipe et publiés dans un second disque accompagnant l'album.
| No | Titre                          | Auteur                       | Durée      |
| -- | ------------------------------ | ---------------------------- | ---------- |
| 1. | Andromeda Lodge (instrumental) | Dominique A et David Euverte | 5 min 09 s |
| 2. | Ma jeunesse s'enfuit           | Yves Simon                   | 3 min 45 s |
| 3. | Où est l'enfant ?              |                              | 3 min 35 s |
| 4. | Plaine des sables              |                              | 3 min 04 s |

## Réception critique et du public
Vers les lueurs reçoit lors de sa publication un excellent accueil critique,. L'album atteint lors de sa sortie la 7e place du top 100 en France où il reste classé durant dix semaines consécutives.

## Musiciens
Les musiciens ayant participé à l'album sont :
- Dominique A : chant, guitares
- Michel Aumont : clarinette et clarinette basse
- Sophie Bernado : basson
- Cédric Châtelain : hautbois et cor anglais
- Sylvaine Hélary : flûte traversière, flûtes
- Daniel Paboeuf : clarinette et saxophone soprane
- Sébastien Buffet : batterie et percussions
- David Euverte : piano
- Jeff Hallam : basse électrique et contrebasse
- Nicolas Méheust : orgues (sur 13)
- Thomas Poli : guitares et synthés